# Whitton (Nouvelle-Galles du Sud)
Ne doit pas être confondu avec Whitson ou Whiston.
Whitton est un village australien situé dans la zone d'administration locale de Leeton en Nouvelle-Galles du Sud.

## Géographie
Whitton est situé au cœur de la Riverina, sur la rive nord du Murrumbidgee, à 23 km à l'ouest de Leeton.

## Histoire
Fondé en 1850 sous le nom de Hulong, la localité se développe surtout après l'arrivée du chemin de fer en 1881 et prend son nom actuel quatre ans plus tard en l'honneur de John Whitton, ingénieur à la compagnie ferroviaire de la Nouvelle-Galles du Sud.

## Démographie
En 2016, la population s'élevait à 496 habitants.

## Économie
Whitton accueille plusieurs entreprises du secteur agricole comme Southern Cotton qui utilise le cotton gin. Le village possède également la malterie Voyager Malt, ainsi qu'une attraction touristique régionale, la Whitton Malt House qui a été ouverte fin 2020.

## Personnalité liée à Whitton
- Linda Burney, femme politique, y est née en 1957.

## Galerie

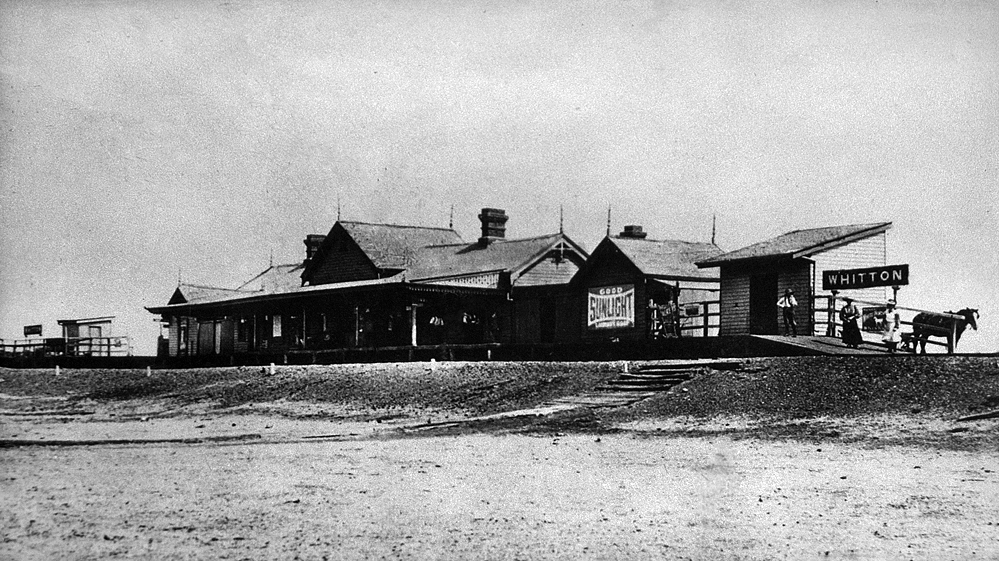
La gare au début du XXe siècle.
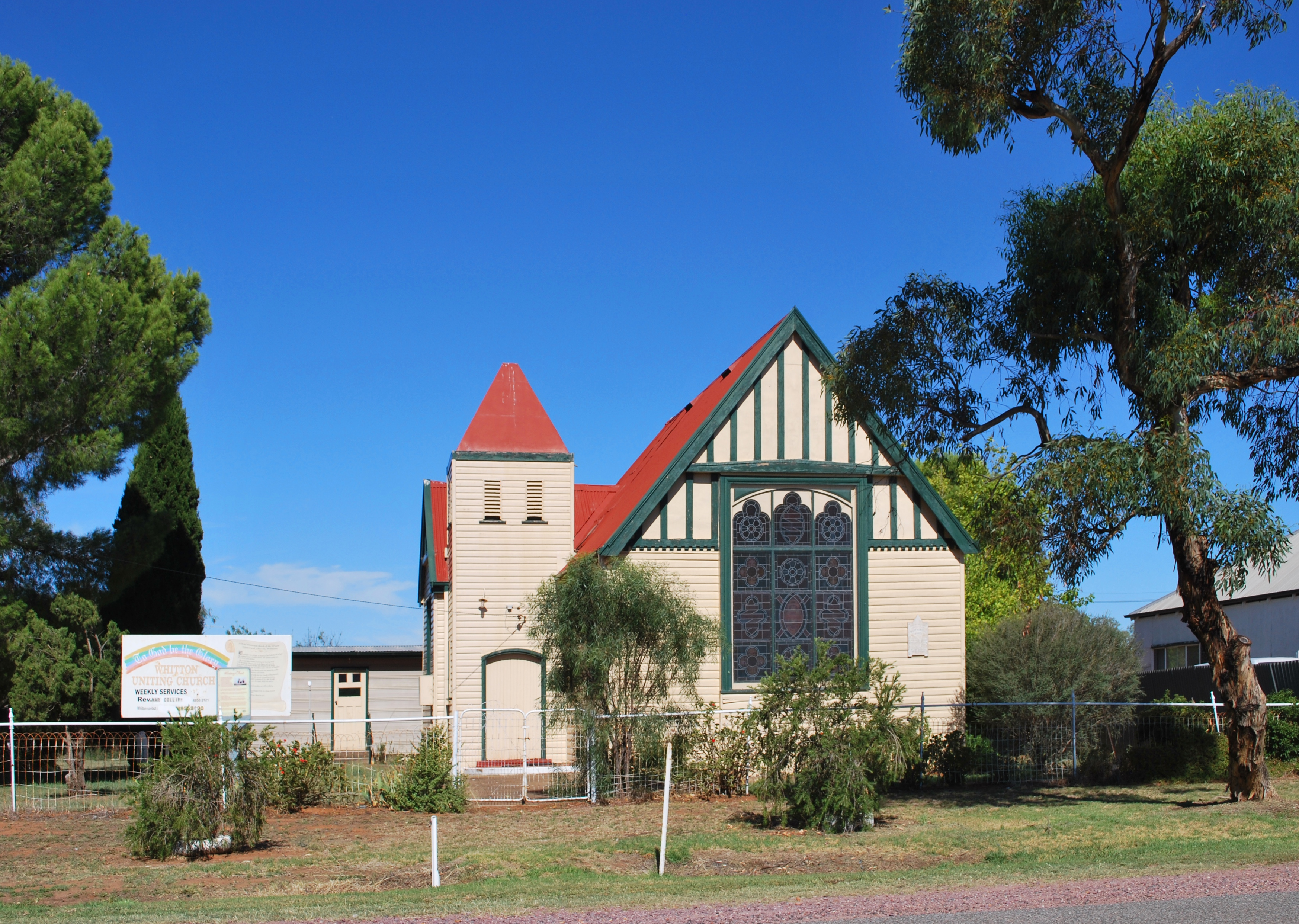
L'église.
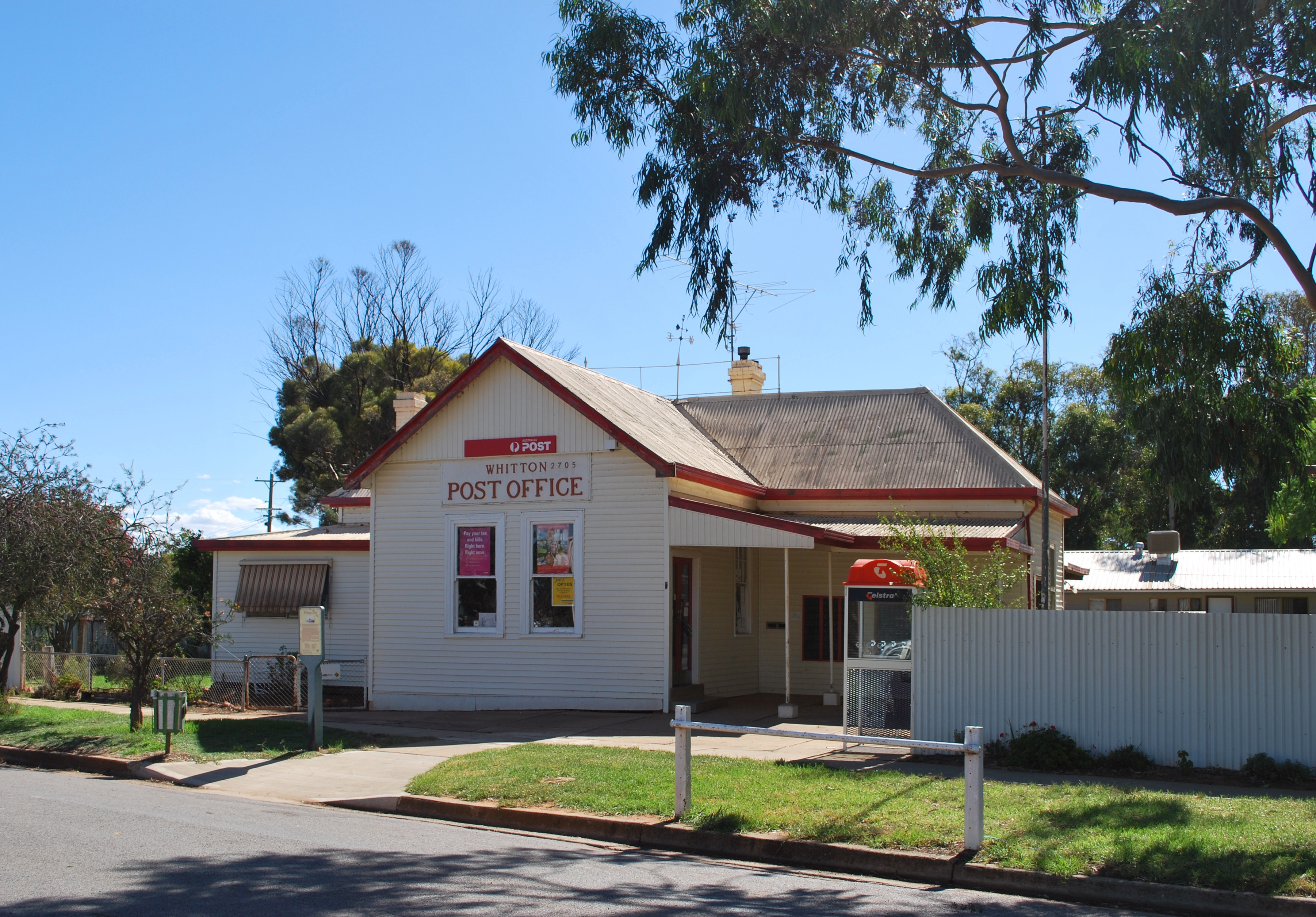
La poste.
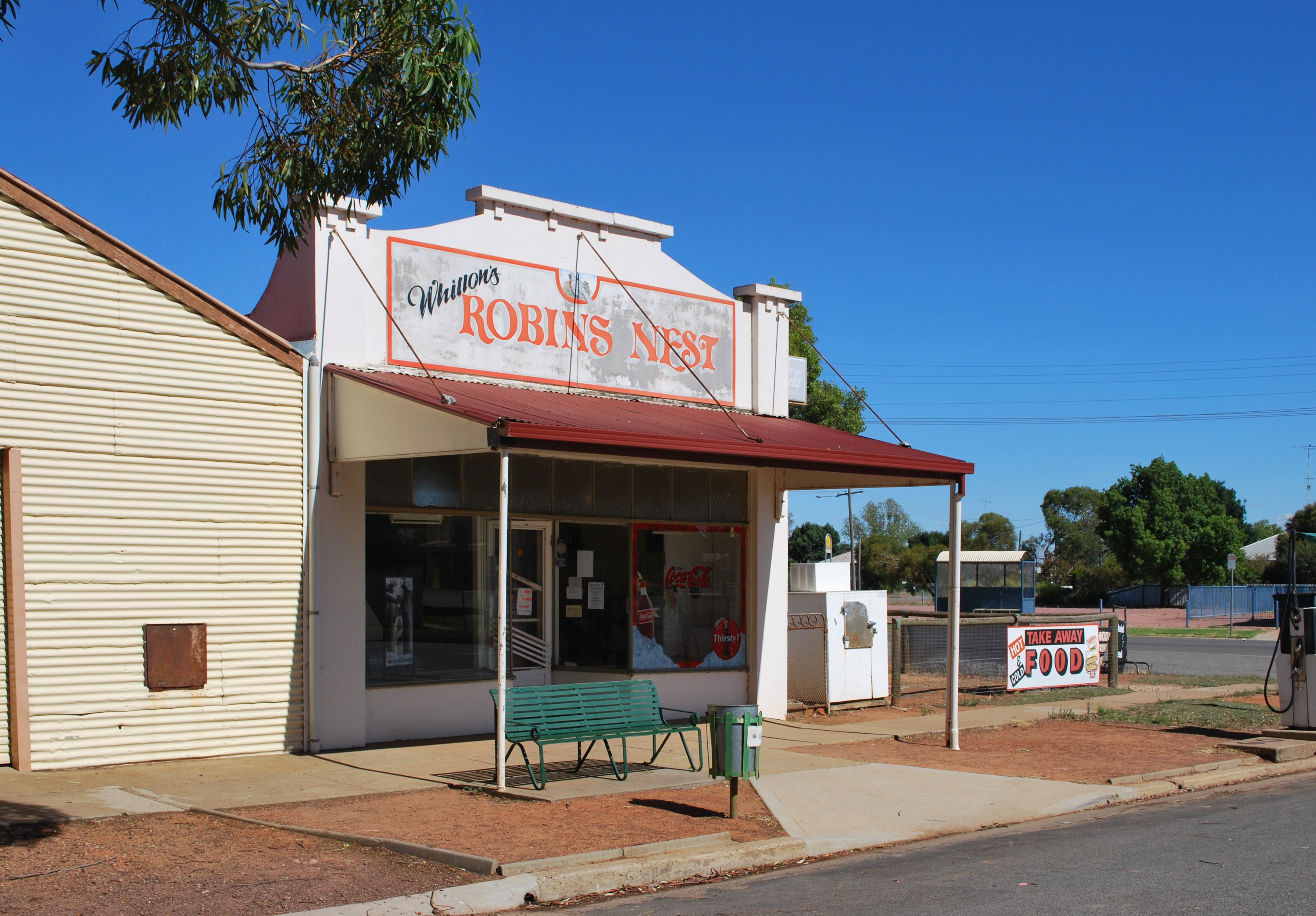
Un magasin.